# 동경의 여인
동경의 여인(東京の女, Woman Of Tokyo)은 일본에서 제작된 오즈 야스지로 감독의 1933년 드라마 영화이다. 오카다 요시코 등이 주연으로 출연하였다.

## 출연

### 주연
- 오카다 요시코
- 에가와 우레오

### 조연
- 다나카 키누요
- 나라 신요
- 류 치슈

## 제작진
- 원작자: 언스트 슈와츠
- 의상: 키스 타카시